# Corno ducale

Il corno ducale

Il corno ducale  è il copricapo (detto anche acidario) indossato dai dogi di Venezia e portato al di sopra di una cuffia candida, simile al camauro papale, dono annuale delle monache di San Zaccaria. Composto di una corona circolare e di un berretto appuntito nella parte posteriore, il corno ducale richiamava nella forma il berretto frigio indossato dai soldati bizantini e dal dux veneziano nei tempi più antichi. Era portato, ma in forma più piccola rispetto a quello del doge, anche a coronamento del velo dorato della dogaressa, sua consorte.
Nel tempo i vari corni ducali si sono andati impreziosendo di inserti in damasco, perle e pietre preziose. Andato in disuso con la caduta della Repubblica, tuttora campeggia nello stemma della Città di Venezia sostituendo, per concessione presidenziale, la tradizionale corona muraria della città.

Doge Andrea Gritti con corno ducale, 1540, Tiziano, Washington National Gallery of Art

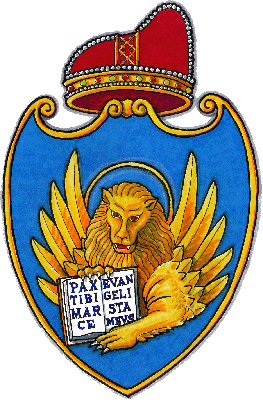
Stemma della Città di Venezia sormontato dal corno ducale